# Granzort
Granzort, el Rei de la Màgia (魔動王グランゾート, Madō Kingu Guranzōto) és una sèrie d'anime produïda per Sunrise Inc, emesa al Japó per Nippon Television i, entre altres llengües, doblada al valencià per a la seua redifusió televisiva per Canal 9. L'única temporada de la sèrie tingué continuïtat amb un capítol especial, dos OVA (Saigo no Magical Taisen i Bōken-hen) i una pel·lícula, a més de ninotets dels personatges protagonistes i un videojoc per a la consola de joc PC Engine Supergrafx, publicat el 1990.
Al Brasil, Granzote e os Guerreiros da Luz es va editar directament en VHS després de l'èxit d'Os Cavaleiros do Zodíaco (Saint Seiya) i Shurato. L'any 2014, per a commemorar el vint-i-cinc aniversari de la primera emissió, en Japó es va editar una caixa de col·lecció amb tots els capítols de la sèrie i els OVA, audiocomentaris i altres extres.

## Argument
Ambientada en l'any 2100 en la Lluna (esdevinguda un lloc turístic amb atmosfera i gravetat des de l'any 2050), el protagoniste és el xiquet terrestre Haruka Daichi: de vacances d'estiu, Daichi acaba embolicat junt amb altres dos jóvens, Gas i Labi —Gus i Rabi en la versió original— per a defendre el país de Labiruna (Rabiluna) dels malvats Jado amb l'ajuda de tres robots gegants: els Reis de la Màgia Granzort, Venzert (Winzart) i Aigualot (Aquabeat).

## Videojoc
El joc homònim, publicat al Japó per Hudson Soft el 6 d'abril de 1990, és un videojoc d'acció i plataformes d'estil arcade clàssic en el qual el jugador pot controlar als tres Reis de la Màgia, cada un amb una arma i un poder diferents, i canviar d'un a l'altre en qualsevol moment de la partida. Encara que en algun moment fuig de la linealitat i els protagonistes moren només amb un toc, el nombre de vides acumulables i la jugabilitat del personatge de Venzert fan el joc molt fàcil, superat en menys de mitja hora.